# Дьеду, Андре
Амат Андре Дансоко Дьеду (фр. Amath André Dansokho Diedhiou; 20 января 1982, Дакар, Сенегал) — сенегальский футболист, нападающий клуба «Лейкнир».

## Биография
В январе 2009 года Дьеду подписал контракт с тираспольским «Шерифом», в этом же месяца выиграл с командой Кубок чемпионов Содружества. В составе «Шерифа» Андре дважды выигрывал чемпионат и Кубок страны. В июле 2011 года перешёл во французский клуб «Дранси», через год подписал контракт с командой «Кевийи» из третьего французского дивизиона.

## Достижения
- Чемпион Молдавии (2): 2008/09, 2009/10
- Вице-чемпион Молдавии (1): 2010/11
- Обладатель Кубка Молдавии (2): 2008/09, 2009/10
- Обладатель Кубка Содружества (1): 2009